# Uwe Busse
Uwe Busse (* 1. September 1960 in Wuppertal) ist ein deutscher Schlagersänger, Songwriter und Produzent. Bekannt wurde er insbesondere durch seine Zusammenarbeit mit den Flippers.

## Karriere
Uwe Busse war als Produzent, Komponist und Texter der Musikband Die Flippers von 1985 bis 2005 für zahlreiche Titel ('Die rote Sonne von Barbados', 'Lotosblume', 'Sieben Tage', 'Mexico', 'St. Tropez', 'Je t'aime heißt: Ich liebe Dich') verantwortlich. Am Anfang seiner Karriere als Liedautor standen unter anderem Titel für G. G. Anderson (Mama Lorraine) und Roland Kaiser. Nachdem er 1985 noch unter dem Pseudonym Peter Tobias seine erste eigene Single veröffentlichte, gelang ihm Ende der 80er Jahre schließlich der Durchbruch als Interpret mit dem Album Nimm Dir Zeit zum Träumen. Parallel und bis heute schrieb Uwe Busse über 700 Lieder für Kollegen wie Klubbb3, Kathy Kelly, Bernhard Brink, Mireille Mathieu, Frans Bauer, Rex Gildo, Bernd Clüver, Audrey Landers, Ireen Sheer, Tony Christie, Andy Borg, Michael Morgan und Laura Wilde sowie in jüngster Vergangenheit Daniela Katzenberger mit Lucas Cordalis.
Nach längerer Pause konzentrierte sich Uwe Busse im Frühjahr 2003 wieder verstärkt auf seine Solokarriere und veröffentlichte in den Folgejahren insgesamt 9 weitere Alben, darunter mit den Titeln wie Das geht vorbei, Horst ist ein Held oder Sieben Sünden, welcher von verschiedenen Künstlern als Coverversion in zahlreichen Ländern zum Hit wurde.

## Diskografie
Studioalben

| Jahr | Titel                     | Höchstplatzierung, Gesamtwochen, AuszeichnungChartplatzierungen (Jahr, Titel, Platzierungen, Wochen, Auszeichnungen, Anmerkungen) | Höchstplatzierung, Gesamtwochen, AuszeichnungChartplatzierungen (Jahr, Titel, Platzierungen, Wochen, Auszeichnungen, Anmerkungen) | Höchstplatzierung, Gesamtwochen, AuszeichnungChartplatzierungen (Jahr, Titel, Platzierungen, Wochen, Auszeichnungen, Anmerkungen) | Anmerkungen                          |
| Jahr | Titel                     | DE | AT | CH | Anmerkungen                          |
| ---- | ------------------------- | --- | --- | --- | ------------------------------------ |
| 1989 | Nimm Dir Zeit zum Träumen | — | — | — | Erstveröffentlichung: April 1989     |
| 2003 | Ich habe einen Traum      | — | — | — | Erstveröffentlichung: 28. April 2003 |
| 2004 | Kleine Sommersünden       | DE93 (2 Wo.)DE | — | — | Erstveröffentlichung: 13. April 2004 |
| 2005 | Jetzt erst recht          | — | — | — | Erstveröffentlichung: 11. April 2005 |
| 2006 | Herzgeflüster             | — | — | — | Erstveröffentlichung: 4. August 2006 |
| 2009 | Zärtlicher Tyrann         | DE69 (1 Wo.)DE | — | — | Erstveröffentlichung: 12. Juni 2009  |
| 2011 | Schlaflos                 | DE35 (1 Wo.)DE | — | — | Erstveröffentlichung: 27. Mai 2011   |
| 2013 | Gelebte Träume            | DE38 (1 Wo.)DE | — | — | Erstveröffentlichung: 21. Juni 2013  |
| 2014 | Applaus für Dich          | DE80 (1 Wo.)DE | — | — | Erstveröffentlichung: 18. Juli 2014  |
| 2018 | Regenbogenland            | DE82 (1 Wo.)DE | — | — | Erstveröffentlichung: 25. Mai 2018   |

## Auszeichnungen
- 2003 Goldene Stimmgabel